# La Caixa
La Fundació Bancària Caixa d'Estalvis i Pensions de Barcelona, més coneguda com Fundació «La Caixa», és la primera de l'Estat i la tercera del món en actius, després de la Fundació Bill i Melinda Gates i del Wellcome Trust, amb participacions en Gas Natural Fenosa, Abertis, Suez, Cellnex, Inbursa, Vithas o Saba, entre d'altres, mitjançant la societat de cartera Criteria Caixa, participada al 100%. Va assumir tota l'obra social i cultural de l'antiga Caixa d'Estalvis i Pensions de Barcelona, dissolta el 18 de juliol del 2014, mentre que el negoci financer quedà en mans de CaixaBank, constituït l'1 de juliol del 2011 com a societat anònima amb cotització a la Borsa (BBCN CABK). El seu accionista principal és Criteria Caixa, amb un 30% del capital. El 17 de setembre del 2020, va adquirir Bankia, convertint-se en el primer banc de l'estat espanyol.

## Història

### Fundació

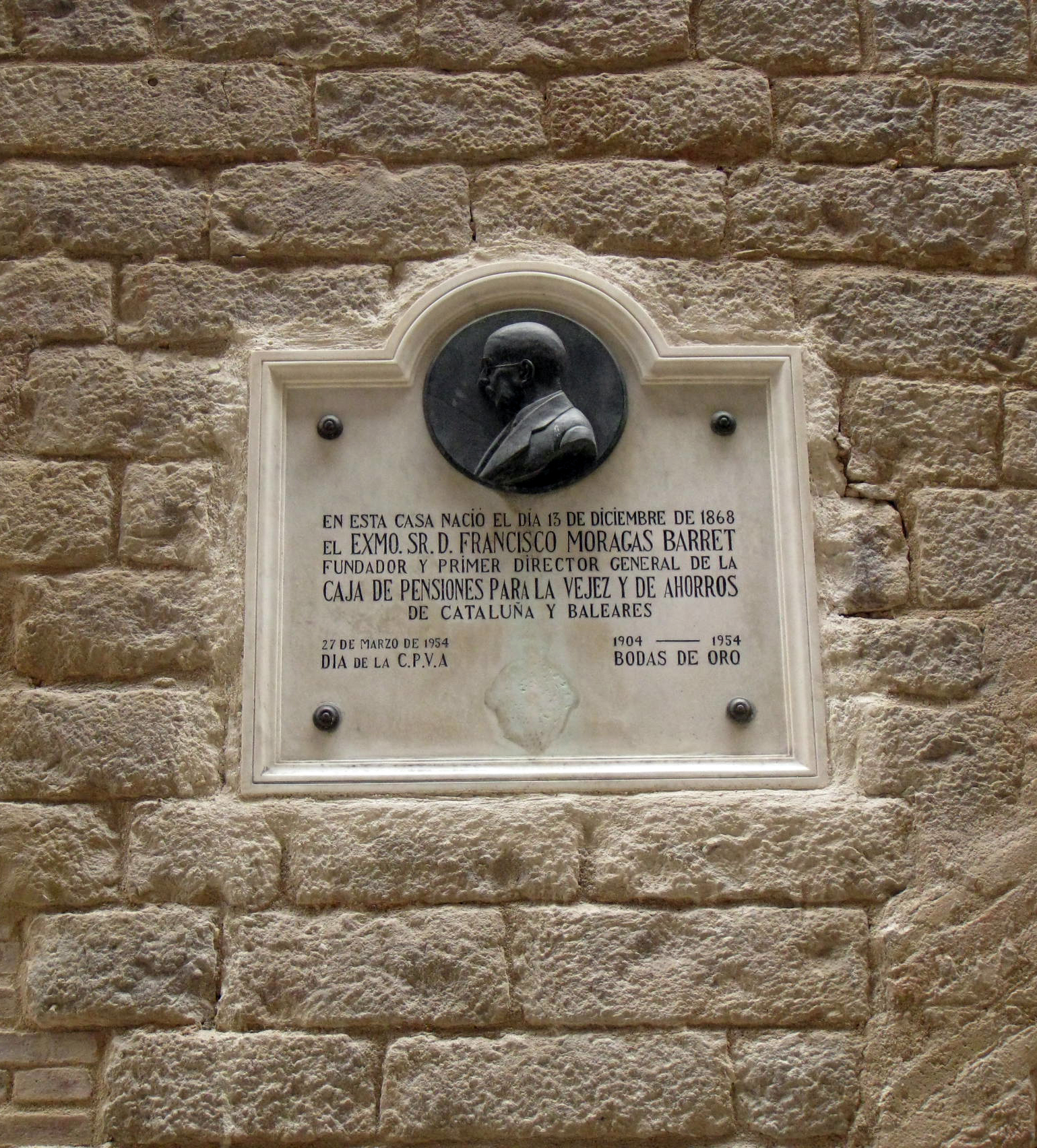
Placa commemorativa de Francesc Moragas i Barret, fundador de La Caixa, al carrer de Lledó, 7

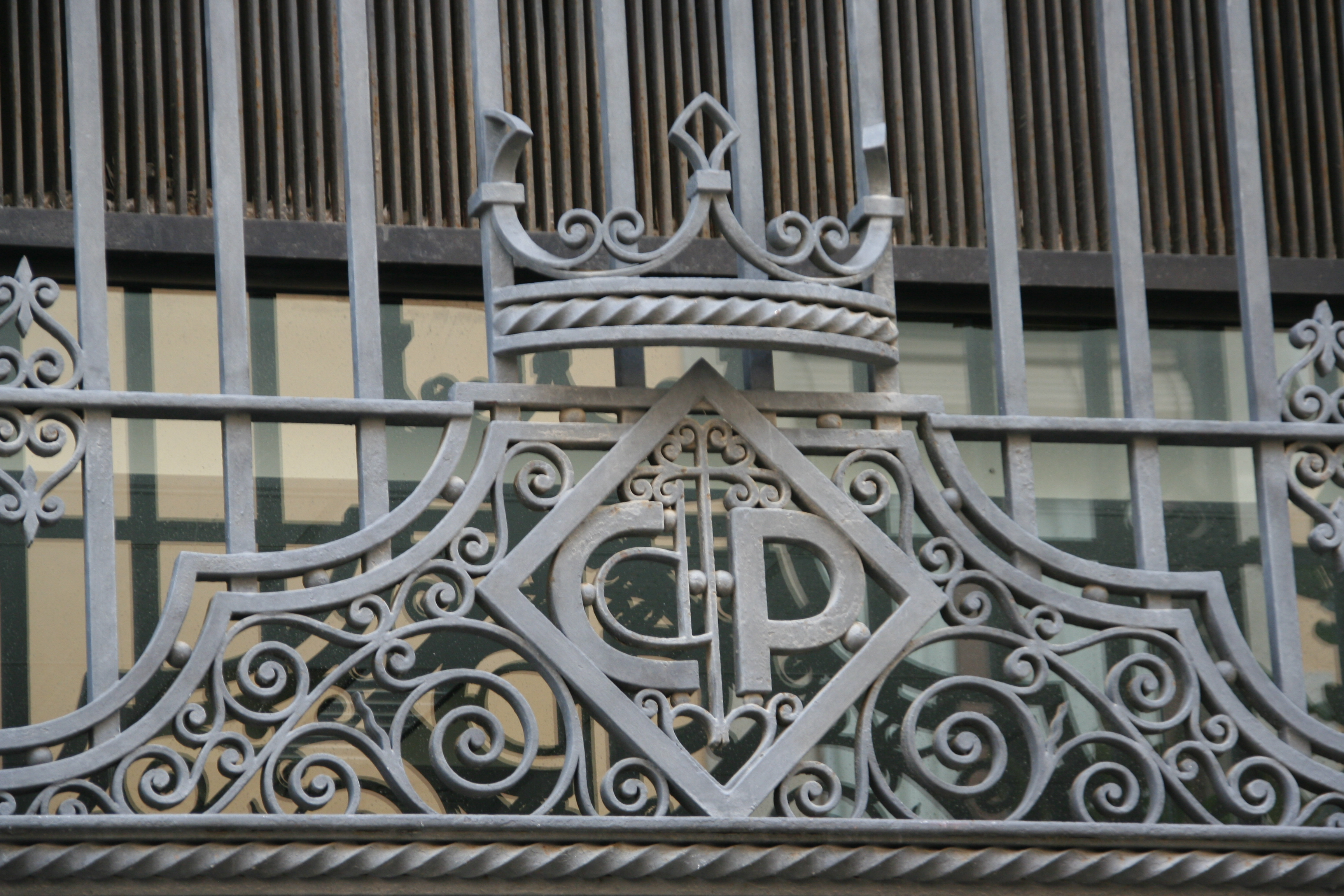
Antic emblema de la Caixa de Pensions, a la reixa d´un immoble

La Caixa de Pensions per a la Vellesa i d'Estalvis (CPVE) va ser fundada l'any 1904 per l'advocat Francesc Moragas i Barret (director general), l'industrial i enginyer Lluís Ferrer-Vidal i Soler (president), així com diverses institucions de la societat civil catalana: la Societat Econòmica d'Amics del País, l'Institut Agrícola Català de Sant Isidre, l'Ateneu Barcelonès, la patronal Foment del Treball Nacional i la Cambra de Comerç de Barcelona. Els socis fundadors van aportar 62.590 pessetes, als quals es van afegir una aportació del rei Alfons XIII de 25.000 pessetes més.
El 1917 va obrir la primera seu social a la Plaça de Jonqueres de Barcelona, obra de l'arquitecte Enric Sagnier. A la segona dècada del segle xx va obrir la primera sucursal a Mallorca, i el 1932 va absorbir la Caixa d'Estalvis de Vilanova. Moragas va morir el 1935, deixant 762 empleats i recursos per 4,1 milions de pessetes, i Ferrer-Vidal l'any següent, un mes abans de començar la Guerra Civil espanyola.

### Guerra Civil i franquisme
Durant la Guerra Civil espanyola l'entitat va ser dirigida per Josep Maria Boix i Raspall com a director general i els treballadors van constituir un comitè de control que no va controlar les activitats de l'entitat en entendre que ja estaven orientades cap a les classes populars, sense ànim de lucre, mercantilisme i especulació. El 1939 Boix i Raspall va ser represaliat i va ser substituït per Enrique Luño Peña com a director general alhora que Miquel Mateu i Pla, alcalde de Barcelona, assumia la presidència de l'entitat, que va respectar els dipòsits dels clients en pessetes republicanes, la qual cosa li va donar un gran prestigi tanmateix la devaluació de la pesseta republicana va suposar enormes pèrdues als propietaris dels estalvis. La depuració es va completar amb l'acomiadament de 46 treballadors, sancions a 62 més i la readmissió de 1.030 que havien estat destituïts temporalment.
Després de la mort de Mateu i Pla el 1972, el va substituir a la presidència Narcís de Carreras, últim prohom de la Lliga Regionalista de Francesc Cambó, i el 1976 el director general Luño Peña va ser substituït per l'enginyer Josep Vilarasau, de la mà del qual es va iniciar una gran expansió basada en una estratègia de proximitat (obertura de noves oficines) i en la innovació tecnològica mitjançant la instal·lació massiva de caixers automàtics, activats amb les tradicionals llibretes d'estalvi. Així, entre el 1977 i el 1989, la Caixa de Pensions va obrir 1.200 oficines noves per tot Espanya, a l'ampara de la nova legislació, adquirint bancs com el Crèdit Andorrà, i caixes d'estalvi, com les Illes Canàries, Caixa de Lleida el 1979, i altres caixes rurals. En aquesta dècada, aglutinava el 49,6% dels dipòsits de les 13 caixes d'estalvis catalanes.
En aquesta època es va crear el logotip actual (ideat pel pintor Joan Miró), i es van traslladar els serveis centrals a les torres de la Diagonal, obra de l'arquitecte Josep Antoni Coderch.

### Fusió amb Caixa de Barcelona i creació de «la Caixa»
Al final de la dècada del 1980, es va iniciar un procés de fusió amb la Caixa de Barcelona (Caixa d'Estalvis i Mont de Pietat de Barcelona), presidides respectivament per Joan Antoni Samaranch i per Josep Joan Pintó i Ruiz, que va culminar el 27 de juliol del 1990 amb la creació de la nova Caixa d'Estalvis i Pensions de Barcelona, el nom comercial de la qual era «La Caixa». Aquest ja havia estat utilitzat per la CPVE els darrers anys, i després de la fusió va continuar amb aquesta denominació comercial.

### Expansió
L'any 1992 es va crear el Grup Caifor (actual VidaCaixa Grup) juntament amb Fortis, per gestionar les assegurances. Aquell mateix any va comprar Isbanc i el va convertir en CaixaBank. Anteriorment era anomenat Banco de las Islas Canarias i tenia la seu i una trentena d'oficines a les illes Canàries, però el principal accionista Javier Aguilar en va canviar la seu duent-lo a Barcelona. Va ser reduït a cinc oficines a Barcelona, Madrid, Palma, las Palmas i Santa Cruz de Tenerife i Madrid. L'any 1997, CaixaBank es va dissoldre, traspassant els actius a Microbank.
El 1994 va comprar el Banc d'Europa, que tenia seu a Barcelona, i en va canviar la denominació a MicroBank (MicroBank de la Caixa SA), fent-ne una entitat especialitzat en microcrèdits. Arribà a ser líder a Europa en aquest sector tot mantenint acords amb el Fons Europeu d'Inversions (FEI) i el Banc de Desenvolupament del Consell d'Europa (CEB). L'any 1997, CaixaBank es va dissoldre i traspassar-ne els actius a MicroBank. La marca CaixaBank també va ser utilitzada en tres filials bancàries a l'estranger: CaixaBank Andorra, CaixaBank France i CaixaBank Monaco (aquesta darrera per l'adquisició de Société de Crédit et de Banque de Monaco-Socredit).
L'abril de 1999, després de la jubilació de Joan Antoni Samaranch, Josep Vilarasau fou nomenat president i Isidre Fainé va ser nomenat director general de l'entitat. L'any 2000 va crear CaixaHolding, un grup que aglutinava les participacions industrials i el grup assegurador. El 20 de març de 2003, obligat per la Llei de Caixes, Vilarasau abandona la presidència, que passa a Ricard Fornesa.
El 2005, va vendre la filial andorrana a Credit Andorrà (aleshores participat per La Caixa), i el 2006, CaixaBank France (o CaixaBank CGIB) va ser absorbida per Boursorama (Société Générale) a canvi d'accions. El 2007, l'empresa va canviar la denominació social per Criteria CaixaCorp i va sortir a borsa. El 2010, La Caixa va absorbir Caixa Girona i el 2011 el negoci financer de Bankpime.

### Bancarització
El 2011, després de l'esclat de la bombolla immobiliària, el govern espanyol va anunciar una reforma del sistema financer que exigia a les caixes d'estalvis unes ràtios de solvència superiors als dels bancs, segons els requeriments dels acords de Basilea II i Basilea III. Això va generar un procés de bancarització d'aquestes entitats (que no capten capital als mercats), i així, el 27 de gener, el consell d'administració de La Caixa va acordar el traspàs del negoci bancari a la societat de cartera Criteria CaixaCorp, i el 25 de febrer, aquests i MicroBank aprovaren els termes de l'operació de reorganització del grup, mitjançant la creació d'un nou banc (CaixaBank) a partir de la fusió de Criteria i MicroBank, que va començar a cotitzar a la borsa l'1 de juliol.
Per tal mantenir més salut financera dins del nou banc, el grup va decidir separar-ne les inversions immobiliàries, considerades actius problemàtics, i va crear una nova filial d'inversió que va anomenar Criteria CaixaHolding, participada al 100% per La Caixa, que el 14 d'octubre va assumir la seva participació a CaixaBank. A més d'aquests actius, n'heretaria també les inversions empresarials, com ara Gas Natural Fenosa (35%), Abertis (24,6%), Aigües de Barcelona (24%), BME (5%) Port Aventura (100%) i Mediterrània, mentre que d'altres com les participacions a Telefónica i Repsol i en banca internacional, considerades més atractives a la borsa, es van mantenir a CaixaBank. Amb aquesta reestructuració, el grup es posicionà com la desena entitat financera d'Europa.
El 26 de març del 2012, els consells de La Caixa i de CaixaBank van aprovar la compra de Banca Cívica, que integrava Caja Navarra, Caja de Guadalajara, Cajasol a Sevilla, Caja Canarias i Caja Burgos, per 977 milions. Arran de l'absorció, va desaparèixer aquesta marca i es van recuperar les de les caixes tradicionals (reconvertides en fundacions de caràcter especial), que actualment són accionistes minoritàries del banc.
El 2014 va adquirir el negoci de Barclays Bank a Espanya, i des d'aquell any, el director general és Gonzalo Gortázar, qui va substituir Joan Maria Nin, successor d'Isidre Fainé, que va passar a ser president de l'entitat.
El 3 de desembre del 2015, CaixaBank va vendre les seves participacions del 17,24% a Hong Kong The Bank of East Asia (BEA) i del 9,01% del mexicà Grupo Financiero Inbursa (GFI) a Criteria Caixa, el seu principal accionista, per 2.651 milions d'euros. Criteria Caixa pagaria l'operació amb el lliurament del 9,9% de les seves accions a CaixaBank, el valor de la qual ascendia a 2.009 milions, i un pagament en efectiu de 642 milions. El 31 de maig del 2016, es va produir el tancament de l'operació anterior, per la qual cosa la participació de Criteria Caixa a CaixaBank es va reduir al 46,9%.
El mes de febrer del 2015, CaixaBank va llançar una Oferta Pública d'Adquisició (OPA) sobre la totalitat del Banco Português de Investimento, aconseguint el control del 44% de les accions, que es va ampliar al 84,51 en una segona OPA en 2017.
El 6 de febrer del 2017, Criteria Caixa va dur a terme una col·locació accelerada entre inversors institucionals i/o qualificats del 5,32% del capital de CaixaBank. Amb aquesta operació, la seva participació en CaixaBank va disminuir del 45,322% al 40%.
El 26 de setembre del mateix any, CaixaBank va informar que el Banc Central Europeu (BCE) havia decidit que Criteria Caixa ja no exercia el control sobre l'entitat bancària, i que per tant, ja no era la seva empresa matriu i deixava d'estar sota la supervisió de la institució europea. Per a complir els requisits del BCE, els darrers dos anys, Criteria Caixa havia reduït la seva participació a CaixaBank fins al 40,02%, donant entrada a nous inversors, i igualment el seu pes al consell d'administració.
El 2018, CaixaBank va haver de pagar una multa de 5 milions d'euros imposada per la Comissió Nacional del Mercat de Valors (CNMV) pel pagament d'incentius no permesos en l'àmbit de l'assessorament en inversions durant l'exercici del 2014.
El 17 de setembre del 2020, CaixaBank va adquirir Bankia, convertint-se en el primer banc de l'estat espanyol. Després de la fusió per absorció d'ambudes entitats el març del 2021, la participació de Criteria Caixa hi va quedar rebaixada al 30,012%. El 30 de setembre del 2023, comptava amb 4.199 oficines, 44.771 empleats i 20 milions de clients, i els seus actius eren de 611.398 milions d'euros, essent la segona entitat financera espanyola per volum d'actius al món, només superada per Banco Santander. CaixaBank va anunciar un un benefici net de 5.787 milions d'euros en l'exercici 2024, un 20,2% més que el 2023.

### Referèndum de l'1 d'octubre del 2017
El 2 d'octubre, l'endemà del Referèndum sobre la independència de Catalunya, diverses empreses estatals (Renfe, Adif, Ports de l'Estat i RTVE) van treure milers de milions de dipòsits de CaixaBank i del Banc de Sabadell, i el 6 d'octubre, el govern espanyol del Partit Popular va aprovar un reial decret per a facilitar el trasllat exprés de les empreses fora de Catalunya, i pocs dies després, CaixaBank traslladà la seva seu a València i la fundació bancària «la Caixa» i Criteria Caixa, a Palma.

## Centres culturals

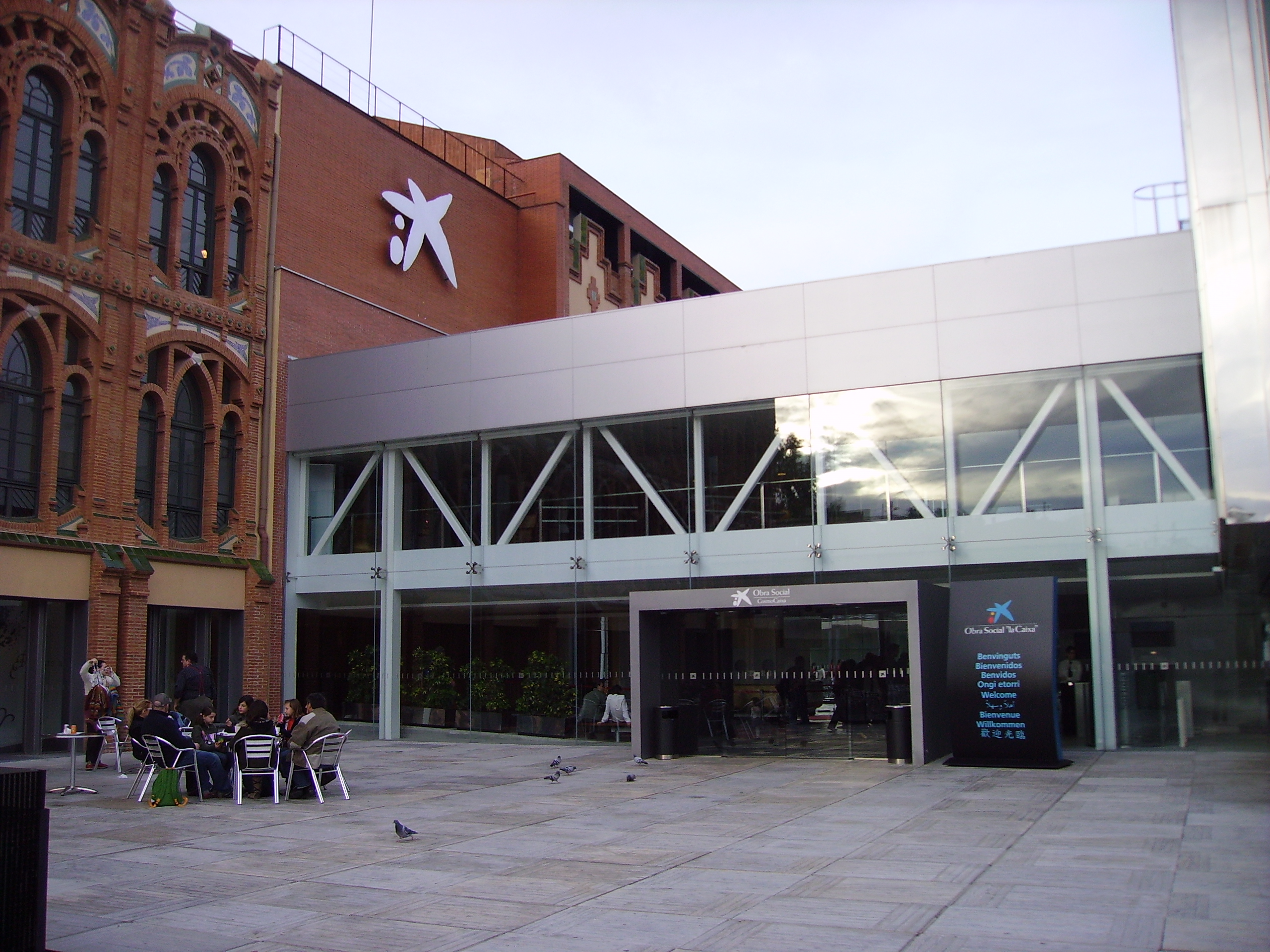
Entrada al CosmoCaixa Barcelona

CaixaForum és una xarxa de centres culturals de la fundació, localitzats en edificis d’interès arquitectònic a Barcelona, Madrid, Sevilla, Saragossa, Palma, Girona, Lleida, Tarragona i València, que ofereixen exposicions i activitats culturals i educatives relacionades amb la música, les arts visuals, les arts plàstiques i les escèniques, el cinema, l'arquitectura, el disseny o la literatura, fins a les ciències físiques i les ciències de la vida. S'hi exposen obres d'altres museus internacionals, com ara el British Museum, el Prado o el Louvre. Disposen d'espais educatius per als més petits i d'un seguit d'activitats complementàries per a tota mena de públic, així com una llibreria especialitzada en art, arquitectura, disseny i fotografia i una cafeteria-restaurant.
Els centres CosmoCaixa (Barcelona i Madrid) estan vinculats al món de la ciència.

## Col·lecció d'art
La Fundació va organitzar les primeres grans exposicions d'art que van tenir lloc a la Barcelona dels anys 1980. Alguns dels artistes més destacats són Joseph Beuys, qui de fet marca una de les línies de la col·lecció. El 2011 va signar un acord de col·laboració amb el MACBA. Entre el seu fons destaquen noms com Antoni Abad, Ignasi Aballí, Massimo Bartoloni, Erwin Bechtold, Jean-Michel Basquiat i David Bestué, etc.

## Beques
L'any 1982, la Fundació «la Caixa» va crear un programa de beques de postgrau amb un pressupost de 368.000 € i l'assignació de 34 beques per anar als Estats Units. Fins a l'any 2004, el programa s'orientava cap a l'estranger (Alemanya, el Canadà, els Estats Units, França, la Gran Bretanya, l'Índia, el Japó i la Xina); però el 2005 es va orientar a universitats de l'Estat Espanyol.
Entre els més de 2400 becaris destaquen alguns personatges com Xavier Sala i Martín o Mònica Terribas (vegeu la categoria Becaris de la Fundació La Caixa).

## Logotip
El 1979, la Caixa de Pensions va encarregar a l'empresa Landor Associates de crear la seva identitat corporativa. D'entre totes les propostes presentades, es va decidir demanar a Joan Miró una creació seva per fer-la servir com a representació visual de l'entitat. Miró va acceptar-ho i amb Josep Royo va fer el Tapís de la Caixa del qual es pogués aïllar algun element emblemàtic. El 1980, l'estrella i els seus colors (que simbolitzen un infant dipositant una moneda en una guardiola) es van convertir en el símbol de l'entitat.

## Controvèrsies
L'any 2023, el Sindicat de Llogateres va denunciar públicament la Fundació la Caixa per no la renovació dels contractes i la pujada dels lloguers de 37 promocions d'habitatge de protecció oficial a través de la campanya «Destapem la Caixa» per a reivindicar una negociació col·lectiva i la consolidació d'un parc protegit de lloguer.

## Marques
Agrobank és una marca comercial feta per a impulsar el negoci financer en el sector agrari. Es va crear el setembre de 2014 amb una base de 330.000 clients. El projecte consisteix en especialització de 400 oficines (50 oficines íntegrament adaptades) i diversos serveis, com per exemple una línia pròpia de finançament que es va començar amb 2.600 milions d'euros específics pel sector. Aleshores, CaixaBank gestionava un volum de negoci de 14.338 milions d'euros a l'estat espanyol, el que suposava una quota del 28%.
ImaginBank és la marca per a dispositius mòbils de CaixaBank.